# 장 보드리야르
장 보드리야르(프랑스어: Jean Baudrillard, 1929년 7월 27일~2007년 3월 6일)는 대중과 대중문화 그리고 미디어와 소비사회에 대한 이론으로 유명한 사회철학자이자 사회학자, 미디어 이론가이다.

## 생애
장 보드리야르는 1929년 7월 27일 프랑스 랭스에서 태어났다. 그가 한 인터뷰에서 밝힌 바로는, 할아버지와 할머니는 농민이었고 부모는 공무원이었다. 1956년 그는 고등학교 독일어 선생으로 일하기 시작했고 1960년대 초반에는 프랑스 출판사 쇠이유에서 편집 일을 맡게 된다. 애초 독일 연구자로 출발한 그는 1962-63년 독일 문학에 대한 글들을 발표했고, 독일 극작가 페터 바이스, 베르톨트 브레히트, 카를 마르크스, 빌헬름 에밀 뮐만 등의 작품을 프랑스어로 번역했다. 이즈음 앙리 르페브르를 만나게 되면서 그의 영향을 받게 되고 구조주의 철학자 롤랑 바르트도 이 때부터 연구하게 된다.
1966년 파리 낭테르 대학에서 르페브르의 조교를 하며 언어, 철학, 사회학 등을 공부한다. 또 그해 10월부터 이 대학에서 사회학을 가르치게 된다. 1968년 《사물의 체계》 발간을 시작으로 일련의 중요한 저작을 발표했다. 그는 기호학, 마르크스의 정치경제학, 소비사회 사회학을 결합해 현대 사회를 탐구하는 필생의 연구를 시작하게 된다. 1970년 낭테르 대학 전임강사가 된 그는 마르크스의 혁명론과 거리를 두기 시작했지만 다른 한편으로는 마르크스의 상품 생산 비판을 바탕으로 한 자본주의 비판을 이어나갔다. 이 시기 그의 학문 경향은 독일 프랑크푸르트학파, 특히 헤르베르트 마르쿠제와 가까운 면을 보였다. 1981년 대표적인 저작인 《시뮬라크르와 시뮬라시옹》(한국어판 제목: 시뮬라시옹)를 발표했다. 1987년 낭테르 대학을 그만둔 그는 1994년 유럽대학원(EGS)이 설립되자 교수로 참여하여, 숨을 거둔 2007년 3월까지 재직했다.

## 학문 배경
그의 사상적 행적은 크게 셋으로 나눌 수 있다. 첫째는 1968-71년의 포스트마르크스주의 경향, 둘째는 1972-77년의 사회언어학 경향, 그 이후의 기술 관련 예언적 경향이다.
그에게 영향을 끼친 학자들로는 프랑스 사회학자 앙리 르페브르, 구조주의 철학자 롤랑 바르트, 독일 철학자 카를 마르크스 등 다수가 있고, 학문적 계파로는 흔히 포스트모더니즘 계열로 분류된다. 하지만 포스트모더니즘과 거리가 있다는 반론도 있다. 그에게 가장 큰 영향을 끼친 학자는 프랑스 사회학자 에밀 뒤르켐이며, 보드리야르는 뒤르켐의 지적 전통을 충실히 따르고 있다는 것이다. 미디어 이론과 관련해서는 캐나다 이론가 마셜 매클루언(마샬 맥루한)의 영향을 가장 많이 받은 것으로 평가된다.
보드리야르의 이론은 많은 분야에 직간접적인 영향을 끼쳤지만, 특히 미국의 현대 예술가들에게 많은 영향을 준 것으로 평가받는다.
그는 앨런 소칼 등에 의해서, 수학·과학 용어를 부적절하게 사용하고 있다는 비판을 받기도 하였다. (소칼 사건 참고.)

## 주요 저서[6]
- 《사물의 체계》 (Le Système des objets : la consommation des signes, 1968; 배영달 옮김, 백의, 1999 ISBN 89-8026-051-2)
- 《소비의 사회》 (La Société de consommation, 1970; 이상률 옮김, 문예출판사, 1991 ISBN 89-310-0001-4; 임문영 역주, 계명대학교 출판부, 1998 ISBN 89-7585-134-6)
- 《기호의 정치경제학 비판》 (Pour une Critique de I'Economie Politique du Signe, 1972; 이규현 옮김, 문학과 지성사, 1993 ISBN 89-320-0586-9)
- 《생산의 거울》 (Le Miroir de la production, 1973; 배영달 옮김, 백의, 1994 ISBN 89-8026-007-5)
- 《상징적 교환과 죽음》 (L'Échange symbolique et la mort, 1976)
- 《푸코를 잊자》 (Oublier Foucault, 1977)
- 《침묵하는 다수의 그늘 아래서》 (À l'ombre des majorités silencieuses, 1978)
- 《회반죽의 화신》 (L'Ange de Stuc, 1978)
- 《유혹에 대하여》 (De la séduction, 1979; 배영달 옮김, 백의, 1996 ISBN 89-8026-093-8)
- 《시뮬라시옹 : 포스트모던 사회문화론》 (Simulacres et Simulation, 1981; 하태환 옮김, 민음사, 1992 ISBN 89-374-1553-4)
- 《치명적인 전략》 (Stratégies fatales, 1983)
- 《베네치아 연작/나를 따르세요》 (Sophie Calle 공저, Suite vénitienne/ Please Follow Me, 1983)
- 《숭고한 좌파》 (La Gauche Divine: Chronique de années 1977–1984, 1985)
- 《사악한 형상의 화신》 (The Evil Demon of Images, 1987)
- 《냉정한 기억》 (Cool Memories, 1987)
- 《타자, 그 자체》 (L'Autre par lui-même, 1987)
- 《수정의 복수》 (Revenge of the Crystal: Selected Writings on the Modern Object and its Destiny, 1968–1983, 1990)
- 《악의 투명성》 (La Transparence du mal, 1990)
- 《냉정한 기억2》 (Cool Memories 2, 1990)
- 《걸프전쟁은 벌어지지 않았다》 (La Guerre du Golfe n'a pas eu lieu, 1991)
- 《종말의 환상 또는 사건의 중단》 (L'Illusion de la fin ou la grève des événements, 1992)
- 《보드리야르 생생한 목소리: 인터뷰 선집》 (Baudrillard Live: Selected Interviews, 1993)
- 《근본적인 사고》 (La Pensée radicale, 1994)
- 《단상, 냉정한 기억3》 (Fragments, Cool Memories 3, 1995)
- 《완전범죄》 (Le crime parfait, 1995)
- 《아메리카》 (Amérique, 1997; 주은우 옮김, 문예마당, 1994, 웅진씽크빅, 2009 ISBN 978-89-01-09379-6)
- 《토탈 스크린》 (Écran total, 1997; 배영달 옮김, 동문선, 2002 ISBN 89-8038-268-5)
- 《무관심의 절정》 (Le Paroxyste indifférent, entretiens avec Philippe Petit, 1997; 이은민 옮김, 동문선, 2001 ISBN 89-8038-178-6)
- 《예술과 인공물》 (N. Zurbrugg 편역, Art and Artefact, 1997)
- 《사진에 관하여》 (Sur la photograhpie, 1999)(저자 수전 손택)
- 《불가능한 교환》 (L'Échange impossible, 1999; 배영달 옮김, 울력, 2001 ISBN 89-89485-05-3)
- 《타자》 (L. Delahaye 공저, L'Autre, 1999)
- 《건축과 철학》 (Les Objects singuliers : architecture & philosophie, dialogue avec l'architecte Jean Nouvel, 2000; 배영달 옮김, 동문선, 2003 ISBN 89-8038-293-6)
- 《암호》 (Mot de passe, 2000)
- 《활력 있는 환상》 (J. Witwer 편, The Vital Illusion, 2000)
- 《냉정한 기억4》 (Cool Memories IV, 2000)
- 《골라 모으지 않은 보드리야르》 (G. Genosko 편, The Uncollected Baudrillard, 2001)
- 《타자에 대한 단편: 프랑수아 뤼보네와 나눈 대담》 (D'un fragment à l'autre, entretiens avec François L'Yvonnet, 2001)
- 《테러리즘의 정신》 (L'esprit du terrorisme, 2002; 배영달 옮김, 동문선, 2003 ISBN 89-8038-245-6)
- 《지옥의 힘》 (Power Inferno, 2002; 배영달 옮김, 동문선, 2003 ISBN 89-8038-437-8)
- 《세계의 폭력》 (La Violence du monde avec Edgar Morin, 2003; 배영달 옮김, 동문선, 2003 ISBN 89-8038-448-3)
- 《명석한 계약 또는 악의 지능》 (Le Pacte de lucidité ou l'intelligence du mal, 2004)
- 《그날그날》 (L. Merzeau 공저, Au jour le jour, 2004)
- 《예술의 음모: 선언, 글귀, 인터뷰》 (S. Lotringer 편, The Conspiracy of Art: Manifestos, Texts, Interviews, 2005)
- 《냉정한 기억5》 (Cool Memories V, 2005)
- 《대화 박탈》 (Les Exilés du dialogue, avec Enrique Valiente Noailles, 2005)
- 《이상향의 적절성: 장루이 비올로와 나눈 대담》 (À propos d'Utopie, entretien avec Jean-Louis Violeau, 2006)
- 《사라짐에 대하여》 (Pourquoi tout N'a-t-il pas Deja Disparu?, 2007; 하태환 옮김, 민음사, 2012 ISBN 89-374-8424-2)
- 《사육제와 식인종》 (Carnaval et cannibale, 2008)

## 같이 보기
- 시뮬라크르
- 시뮬라시옹
- 포스트모더니즘
- 에밀 뒤르켐
- 마샬 맥루한

## 참고 문헌
- 《마그리트와 시뮬라크르》(박정자, 기파랑)
- 《이것은 Apple이 아니다》(박정자, 기파랑)
- 《마이클잭슨에서 데리다까지》(박정자, 기파랑)
- 《신족과 거인족의 투쟁》, 이정우 지음, 한길사
- 《보드리야르와 시뮬라시옹》, 배영달 지음, 살림
- 《매트릭스로 철학하기》, 슬라보예 지젝지음, 이운경 역, 한문화
- 《철학으로 매트릭스 읽기》, 이정우 외 지음, 이룸